# تشارلز مارتن (سياسي)
تشارلز مارتن هو سياسي كندي، ولد في 11 سبتمبر 1881، وتوفي في 16 أغسطس 1957 في كندا. حزبياً، نشط في حزب أونتاريو المحافظ التقدمي. وقد انتخب عضو برلمان مقاطعة أونتاريو عن دائرة Haldimand—Norfolk (provincial electoral district) ‏ (7 يونيو 1948 – 6 أكتوبر 1951).